# Caaguazú (Stadt)
Caaguazú ist eine Stadt in Paraguay mit etwa 130.000 Einwohnern im gleichnamigen Department und Gebirgszug auf 500 m Höhe, an der Ruta 2, 185 km östlich von Asunción gelegen. Sie trägt den Beinamen Hauptstadt des Holzes (Capital de la madera), weil die Holzwirtschaft in der Vergangenheit der wichtigste Erwerbszweig war. Aufgrund der unkontrollierten Abholzung ist die Bevölkerung heute in der Agrar- und Viehwirtschaft sowie im Handel und Dienstleistungssektor tätig.
Die Stadt wurde 1845 von 11 Guaraní-Familien gegründet, die sich dort in der Nähe einer Wasserquelle niedergelassen haben.
Nach der Eröffnung der Nationalstraße Ruta 13 im März 2015 von Caaguazú bis Vaquería hat sich ein wirtschaftliches Wachstum vollzogen. Nationale Firmen, Banken und Kooperativen gründeten Niederlassungen in der Stadt, was zu einem weiteren Anstieg der Einwohnerzahl führte.
Am 31. Juli 2018 wurde auch das letzte Teilstück von Vaquería bis zur Nationalstraße Ruta 10 feierlich eröffnet, die bis an den Bundesstaat Mato Grosso in Brasilien führt. Dadurch werden die Kosten des Gütertransports in der Region erheblich gesenkt, was die wirtschaftliche Entwicklung der Stadt weiter begünstigt.